# Winden, Germersheim
Winden là một đô thị thuộc huyện Germersheim, trong bang Rheinland-Pfalz, phía tây nước Đức. Đô thị Winden, Germersheim có diện tích 3,21 km², dân số thời điểm ngày 31 tháng 12 năm 2006 là 1057 người.